# Obila pannosata
Obila pannosata là một loài bướm đêm trong họ Geometridae.